# Tennis Magazine
Tennis Magazine est une revue de la presse française consacrée au tennis et publiée à partir d'avril 1976. Mensuelle, elle devient bimestrielle en 2019.

## Historique
L'idée de la création de Tennis Magazine remonte à la fin de l'année 1975. Afin de proposer une alternative à Tennis de France, détenu par Philippe Chatrier depuis 1953, Jean Couvercelle (journaliste à France Soir) décide de réunir trois passionnés de tennis : Pierre Barret, ancien patron de L'Express et son associée Monique Helfenberger, ainsi que Denys Godin, chargé de la publicité à L'Express. Le premier numéro, en date du 1er avril 1976, met en avant sur sa couverture François Jauffret. Racheté par Lagardère en 1982, Jean Couvercelle reprend ses parts en 1997.
Pendant environ quatre années à partir de 1979, Yannick Noah devient chroniqueur mensuel pour Tennis Magazine. Il redevient collaborateur régulier après sa carrière de joueur à partir de la fin des années 1990. Les ventes atteignent les 50 000 exemplaires lors de la finale de la Coupe Davis 1991 remporté par l'équipe de France.
En 1996, à l'occasion de son vingtième anniversaire, le magazine passe à un nouveau format et change légèrement son logo. En avril 2000, le magazine lance Tennis+, un bimestriel destiné aux plus jeunes. Le magazine change une nouvelle fois de logo et de maquette lors du no 392 de novembre 2008.
En 2014, le groupe Attractive-sport de Pascal Chevalier entre au capital à hauteur de 20 %. En octobre 2015, Jean Couvercelle cède ses parts à Benjamin Badinter via sa société Alvaba Medias. Une nouvelle formule plus orientée « mode de vie » est lancée en mai 2016 à l'occasion de Roland-Garros alors que la diffusion payante est à environ 27 000 exemplaires par numéro.
En difficultés financières depuis plusieurs mois, la direction licencie tous ses journalistes au début de l'année 2019 alors que les ventes sont estimées à 18 000 exemplaires. Le magazine continue toutefois d'être publié sous la forme d'un bimestriel, édité par le Groupe Amaury et rédigé par les équipes de Journal du golf.

## Principaux collaborateurs
- Yannick Noah
- Georges Deniau
- Patrice Hagelauer
- Patrick Mouratoglou
- Gilles Delamarre
- Serge Philippot
- Guy Barbier
- Yannick Cochennec
- Alain Deflassieux
- Antoine Couvercelle
- Rémi Bourrieres
- Jean-Baptiste Baretta